# Pauleo jubatus
Pauleo jubatus is een slakkensoort uit de familie van de Facelinidae. De wetenschappelijke naam van de soort is voor het eerst geldig gepubliceerd in 1992 door Millen & Hamann.